# Museo de Gordio
El Museo de Gordio (en turco, Gordion Müzesi) es uno de los museos de Turquía. Está ubicado en la localidad de Yassıhöyük, situada en el distrito de Polatlı de la provincia de Ankara. Fue fundado en 1963.

## Colecciones
El museo expone una colección arqueológica de objetos del entorno de la antigua ciudad de Gordio.
Un sector del museo consta de piezas arqueológicas de la Edad del Bronce. En otro sector se incluyen objetos del periodo frigio temprano, como cerámica hecha a mano, relieves en piedra, elementos arquitectónicos y herramientas metálicas y textiles. Por otra parte, se encuentran las piezas de las épocas clásica, helenística y romana. También hay una sección de sellos y monedas. En el jardín del museo se exponen mosaicos y también un túmulo funerario reconstruido, que en 1954 había sido objeto de excavaciones ilegales.
|  |
|  |

|  |
|  |

|  |
|  |

|  |
|  |

|  |
|  |

|  |
|  |